# 烂面烧饼
烂面烧饼（拼音：lànmiàn shāobǐng；镇江大港话：/lɛ̃ miɪ̃ sɔ piŋ/是起源于镇江东乡大港、大路、姚桥一带，流行于镇江、扬州、常州的面饼，因为需要用和得比较烂的面制作，故名烂面烧饼。在常州又称作烂菜饼。

## 制作方法
先在容器中和面，水分比其他面食略多，使面更烂一点。完成后醒一段时间待用。
馅心通常使用绿色蔬菜，如菠菜、苋菜、青菜、韭菜、荠菜等，也可以使用萝卜丝。除了绿色蔬菜以外也可以加少许猪肉末。但无论如何都要将馅切碎，煸熟后挤干多余的水。
包馅时，馅料要足，面团要压扁，直至从外面可以看见菜色。随后再放入锅内炕熟，可以放少许油，但切忌过量。

## 习俗
镇江、扬州、常州三地中秋均会制作此饼。而在起源地镇江东乡，小孩出生100天后，外婆家必须要送烂面烧饼来祝贺，俗称「拍屁股」。

## 备注
1. ↑  扬州话里的烂面烧饼通常指萝卜丝肉馅的烧饼[4]，别的馅的则称作馅名加烧饼，如苋菜烧饼[5]。